# Репликатор (биогенетика)

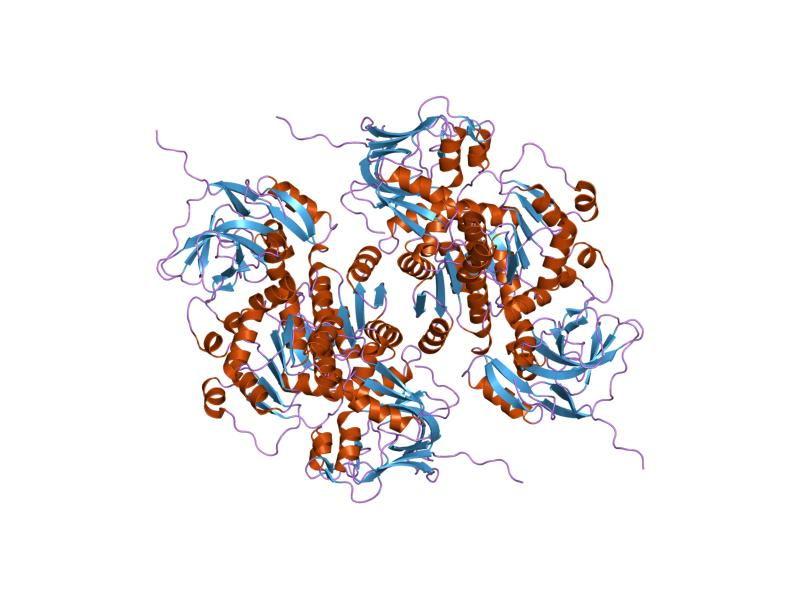
Пример биополимера (белок 1 pl7). Не является репликатором, но возможно в первичном бульоне было множество белков. Сегодня существует множество прионов, которые способны размножаться, однако, размножаются они, используя ресурсы клеток.

Репликатор (от лат. replicatio — «возобновление») — теоретическая система, которая способна к репликации, то есть к размножению, раздвоению с определёнными наследственными изменениями. По теории зарождения жизни должен быть первый организм, являющийся предком для всего живого. Репликатор является неклеточной формой жизни, то есть не состоит из клеток. Теория биохимической эволюции говорит о зарождении жизни путём сложных биохимических реакций и превращений, таким образом, теоретически в первичном бульоне могли произойти химические реакции, благодаря которым появилась крупная молекула способная к репликации.
Репликатор мог появиться в мелких водоёмах, в которых содержалось большое количество органических и неорганических соединений, возможно, репликатор образовался при реакции этих веществ. Советский биолог Александр Иванович Опарин, который ввёл термин «первичный бульон» предположил, что в этих водоёмах могли находится мономеры различных биополимеров. Поэтому, скорее всего репликатор представлял из себя  нуклеиновую кислоту, скорее всего РНК.
Учёные выдвинули множество вариантов о строении и работе репликатора:
- Одинокий рибозим
- Рибозимы-лигазы
- Репликация РНК без энзимов

## Одинокий рибозим

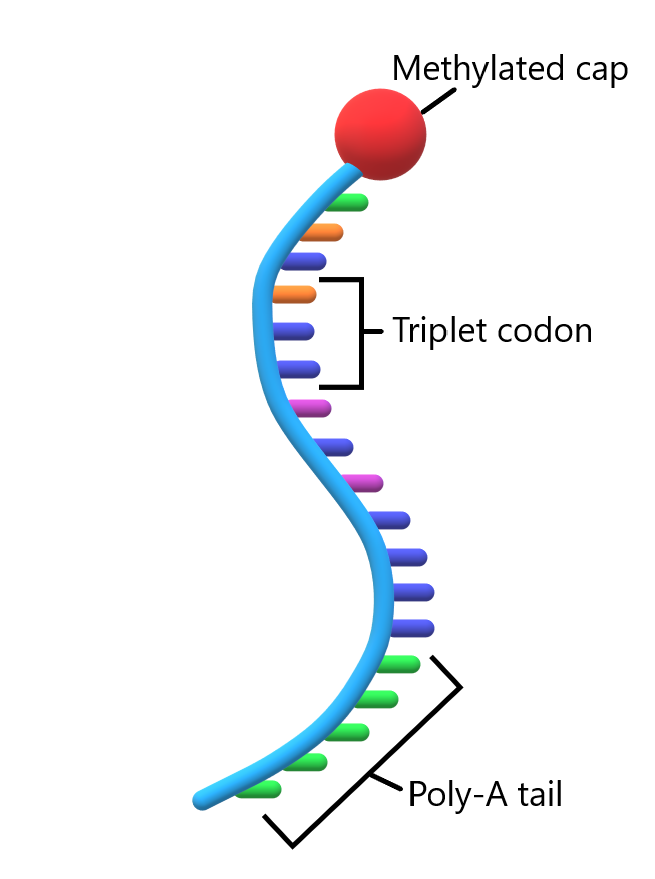
Рибонуклеиновая кислота (матричная) Такая РНК синтезирует белки в рибосомах наших клеток, однако, в одиноких рибозимах похожие нуклеиновые кислоты могли реплицироваться

Предположительно репликатор мог представлять из себя рибозим, то есть РНК, которая катализировала репликацию таких же цепочек РНК.
Рибозим мог выходить в роли матричной цепи, которая строила цепь комплементарную себе и катализировала синтез новой РНК. На данный момент в лабораториях уже научились строить такие цепи. Их длина достигает 200 нуклеотидов, что достаточно много для рибозима.
Такой репликатор будет обладать мутационной изменчивостью. Точечные мутации будут изменять последовательность нуклеотидов, его последующие репликации будут сохранять эту последовательность нуклеотидов, они в свою очередь будут мутировать, изменяя последовательность. Таким образом, получается репликатор, который действительно реплицируется и при этом происходят наследственные изменения.

## Рибозимы-лигазы
Репликатор-рибозим мог не синтезировать новые цепи РНК, а лигировать их (соединять крупную молекулу РНК из более мелких частей).
Один рибозим катализирует лигирование, то есть рибозим-лигаза является матрицей для сборки нескольких олигонуклеотидов, эти олигонуклеотиды соединяются с рибозимом по принципу комплементарности. Такая репликация схожа с простым синтезом нуклеотидов, однако, на матричной цепи рибозимы происходит лигирование.
Учёные выяснили, что для молекулы рибонуклеиновой кислоты гораздо легче «сшиться» из более мелких частей РНК, чем синтезироваться по 1 нуклеотиду. Поэтому этот вариант репликатора более вероятен, что живое произошло от рибозимы-лигазы.

## Неферментативная репликация РНК
Одной из проблем гипотезы рибозима-полимеразы является чрезвычайно низкая вероятность его спонтанного появления. Рибозимы-полимеразы довольно велики — порядка 200 оснований, вероятность его случайной сборки оценивается менее чем 10-100. Одним из способов решения этой проблемы является гипотеза неферментативной репликации. Идея состоит в том, что короткие РНК могли реплицироваться без участия ферментов. В таком случае дарвиновская эволюция могла запуститься гораздо раньше, и тогда рибозим возник не случайно, а в результате эволюции.
Неферментативная реплкация РНК отличается от рибозимы только тем, что в присутствии ионов магния Mg2+ на цепи РНК могут полимеризироваться комплементарные нуклеотиды без энзимов.

## Версия появления
Жизнь на Земле зародилась не позже 4,1 млрд лет назад (катархей) — самые древние кристаллы циркона такого возраста уже содержат следы органического углерода. Нуклеотиды, из которых состоят цепочки РНК представлены азотистыми основаниями, рибозой и фосфорной кислотой, поэтому в первичном бульоне было много аммиака, метана, фосфора, других органических веществ, водорода и воды. Наиболее вероятное место зарождения жизни — грязевые котлы. На это указывает специфическая химия внутриклеточного пространства — калия больше чем натрия (что нехарактерно для любых водоемов, но наблюдается в грязевых котлах), много фосфора и цинка. Популярная ранее версия о зарождении жизни на дне океана в настоящее время считается маловероятной, т.к. в водной среде объединение аминокислот в белки и нуклеотидов в нуклеиновые кислоты не идет (современные организмы делают это с помощью ферментов, с затратами энергии), для этого нужны либо безводные условия, либо периодически пересыхающие водоемы. Кроме того, некоторые важные реакции идут только под действием ультрафиолета, которого на большой глубине быть не может.
На сегодняшний день существует множество экстремофилов, которые являются очень простыми (прокариотическими) клетками. Такие клетки являются очень похожими на первую клетку, которая эволюционировала из неклеточного организма. Последний общий предок всей клеточной жизни, реконструированный по геномам всех современных клеточных организмов, имел очень простое строение, он называется LUCA (Last universal common ancestor). Однако, первый репликатор был гораздо проще. Репликаторы долго эволюционировали, чтобы стать такими простыми клетками.